# Jan Lydos
Jan Lydos (łac. Joannes Laurentius Lydus, stgr. Ἰωάννης Λαυρέντιος ὁ Λυδός; ur. 490 w Filadelfii, zm. ok. 565) – historyk bizantyński.
Był profesorem i urzędnikiem cesarskim, napisał w 559 roku dzieło O urzędach państwa rzymskiego, w którym opisał historię polityczną i ustrojową Rzymu od czasów Eneasza do upadku Cesarstwa. Jest też autorem utworów O miesiącach i O znakach na niebie.

## Życiorys
Urodził się w 490 roku w lidyjskiej Filadelfii. Był synem Laurentiosa. Odbył studia filozoficzne w Konstantynopolu. W 511 roku został stenografem w kancelarii cesarza Anastazjusza I. W następnych latach awansował w służbie dworskiej i cesarskiej. Był klientem Piotra Patrycjusza. Twórczość oratorska i poetycka oraz pewna znajomość łaciny sprawiły, że cesarz Justynian I (527-565) powierzył mu katedrę profesora, najprawdopodobniej wymowy, na stołecznym uniwersytecie. Pełnił również wysoki urząd państwowy, który pozwolił mu zdobyć duży majątek. Po 552 roku wycofał się z życia publicznego i oddał się pracy literackiej.

## Twórczość

### O urzędach państwa rzymskiego
W 559 roku napisał dzieło O urzędach państwa rzymskiego (Perí archón tes Romájon politéjas) w 3 księgach. Opisał w nim historię polityczną i organizację państwową starożytnego Rzymu, poczynając od mitycznego Eneasza poprzez okres królestwa i republiki (księga I) do czasów Cesarstwa, któremu poświęcił dwie następne księgi. Końcowa, uszkodzona partia dzieła urywa się na opisie upadku Cesarstwa na przełomie IV i V wieku. Praca Lydosa miała charakter programowy – nawiązywała do polityki Justyniana I, odnowiciela państwa rzymskiego w jego dawnych granicach. Temu samemu celowi miało służyć inne, nie zachowane, dzieło Lydosa, poświęcone historii perskiej, napisane z inicjatywy cesarza Justyniana I.
Lydos nie posiadał wykształcenia historycznego. Kompozycja jego dzieła O urzędach odznacza się całkowitą dowolnością, nie zachowuje proporcji tematów. Całość nie została opracowana literacko, podawane przez autora fakty nie są ze sobą w żaden sposób powiązane. Lydos bezkrytycznie przeniósł do swego dzieła wypisy z dawnych podręczników, dbając jedynie o zamieszczenie możliwie jak największej liczby nazwisk i tytułów.
Podstawowa wartość pracy Lydosa polega na przekazaniu wiekom późniejszym źródeł historycznych, które w całości lub częściowo zaginęły. Niewątpliwą zaletą autora jest też duże oczytanie w literaturze greckiej. Znał świetnie poezje Homera, Hezjoda, dramaty Sofoklesa, dobrze się orientował w dziełach historycznych doby klasycznej – Herodota, Tukidydesa, i hellenistycznej – Diodora, Arriana, Plutarcha, Atenajosa, których zawsze poprawnie cytuje.

### Pozostałe pisma
Lydos jest też autorem utworu O miesiącach (Perí menòn) w 4 księgach, znanego jedynie z fragmentów. Najlepiej zachowała się część pierwsza traktująca o roku italskim i wpływie rachuby czasu Etrusków i greków na kalendarz rzymski oraz o urządzeniach kultowych wprowadzonych przez króla Numę. Księga druga nosi tytuł O dniu i nawiązuje do pisma łacińskiego gramatyka Cenzoryna De die natali, trzecia O miesiącach dała tytuł całości, ostatnia omawia kolejne miesiące roku.
Traktat Lydosa O znakach na niebie (Perí dioseméjon) zajmował się interpretacją zjawisk astronomicznych: zaćmień słońca i księżyca, plam na księżycu, pojawienia się komety, zjawisk atmosferycznych takich jak pioruny, grzmoty czy wichury i ich wpływem na życie ludzkie. Praca, również o charakterze kompilacyjnym, zawierała dłuższe wypisy z pięciu różnych pisarzy łacińskich, między innymi z Apulejusza i cieszyła się dużym powodzeniem u publiczności. Jej wartość jest podobna wartości interpretacji snów podawanych w sennikach „egipskich” lub „chaldejskich”.

### Język
Jan Lydos jest jedynym, oprócz Piotra Patrycjusza, historykiem greckim, który wbrew panującym powszechnie zasadom literackim, posługiwał się w swych pismach mową żywą, potoczną koine, a nie klasycznym językiem attyckim, zapewne w intencji dotarcia do jak najszerszego kręgu czytelników. Język Lydosa raz jest rygorystyczny, to znów zupełnie swobodny i niedbały. Oprócz słownictwa klasycznego obfituje w napuszone zwroty retoryczne i współczesną Lydosowi potoczną koine, a nawet w wyrażenia całkiem trywialne, jak pisze Focjusz: wprost z ulicy.